# تيدي بي. تايلور
تيدي بي. تايلور (بالإنجليزية: Teddy B. Taylor)‏ هو دبلوماسي أمريكي، ولد في 1953 في واشنطن العاصمة في الولايات المتحدة.